# Francis Vielé-Griffin
Pour les articles homonymes, voir Griffin.
Francis Vielé-Griffin, né aux États-Unis à Norfolk en Virginie le 26 mai 1864 et mort le 12 novembre 1937 à Bergerac en Dordogne, est un poète symboliste français.

## Biographie

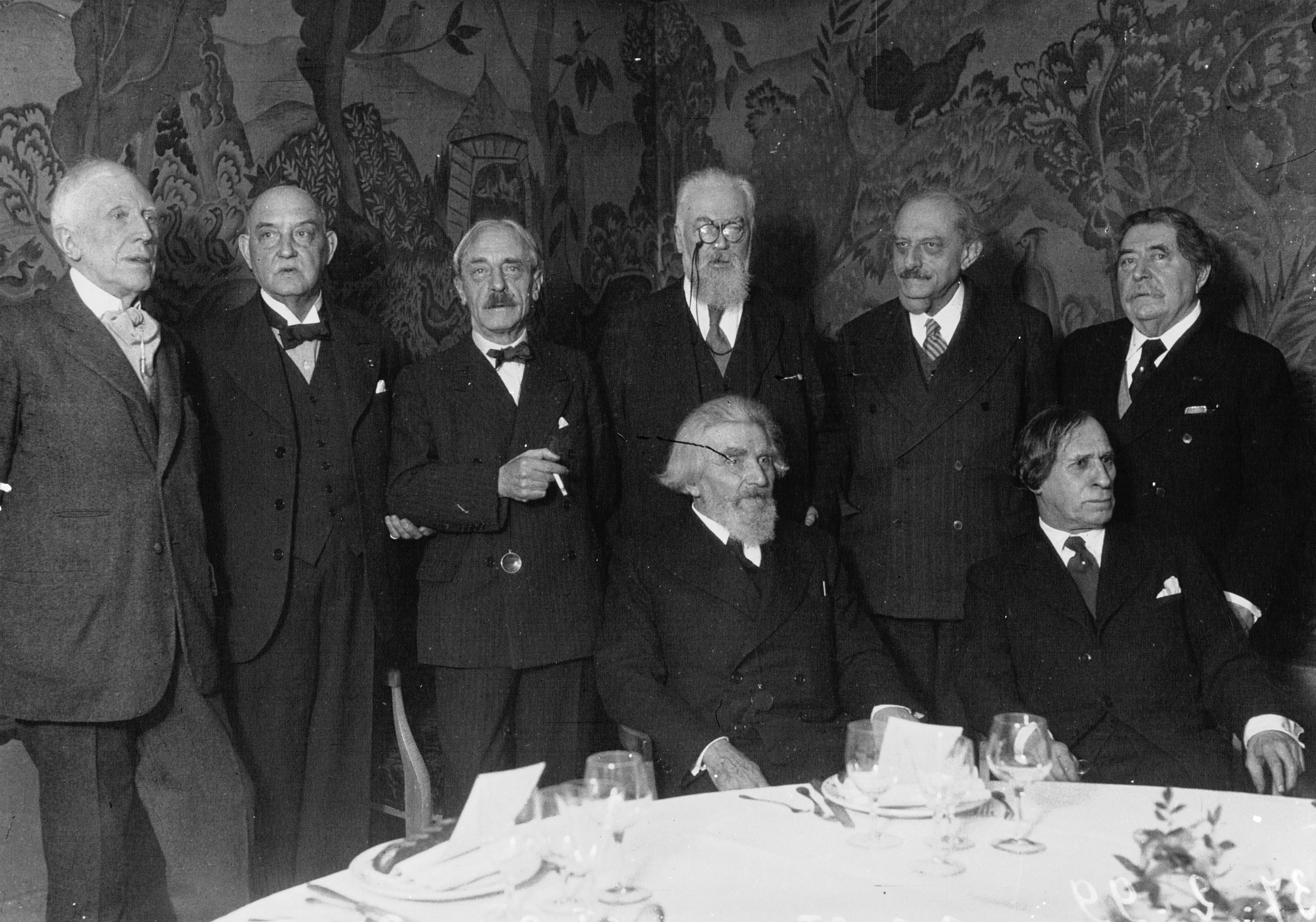
Posant avec d'autres fondateurs de l’Académie Mallarmé, à l’époque de la fondation de celle-ci en 1937. De gauche à droite, debout : Édouard Dujardin, Francis Vielé-Griffin, Paul Valéry, André-Ferdinand Hérold, André Fontainas, Jean Ajalbert. Assis : Saint-Pol-Roux, Paul Fort.

Fils du général Egbert Ludovicus Viel (en), il conserve sa nationalité américaine. Installé en Touraine, il termine sa vie dans le Périgord où ses filles se sont mariées (familles Lavaud, de Laubarède, et les deux frères du Mas de Paysac). 
Avec Gustave Kahn, il est l'un des théoriciens du vers libre, dont il est lui-même un fervent pratiquant.
Il est intime de Mallarmé, avec lequel il entretient des relations quasi filiales, ami et condisciple de Henri de Régnier au collège Stanislas de Paris, ami d’Émile Verhaeren, d’André Gide, de Paul Valéry, de Francis Jammes et du peintre Théo Van Rysselberghe qui font, comme Albert Mockel et d'autres, de nombreux séjours dans ses propriétés.
Francis Vielé-Griffin est directeur de la revue Les Entretiens politiques et littéraires, proche collaborateur de L'Ermitage, président de l’Académie Mallarmé, membre de l’Académie royale de langue et de littérature françaises de Belgique et commandeur de la Légion d'honneur.
Il fait partie des auteurs d’élection d’Apollinaire durant les jeunes années de celui-ci.

## Œuvres
- Cueille d'avril, 1886.

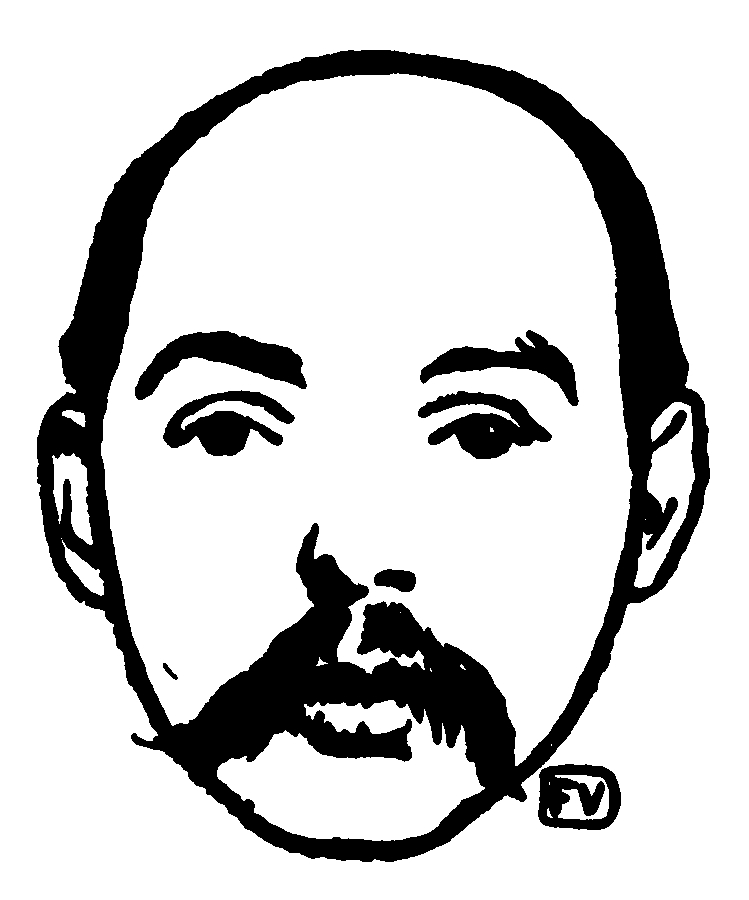
Portrait de Francis Vielé-Griffin
par Félix Vallotton
paru dans Le Livre des masques
de Remy de Gourmont (1898).

- Les Cygnes : poésies, 1885-86, 1887.
- Ancaeus : poème dramatique , Paris, Vanier, 1888 lire en ligne sur Gallica.
- Joies, : poèmes, 1888-1889, 1889.
- Diptyque, 1891, lire en ligne sur Gallica.
- Les Cygnes : nouveaux poèmes 1890-91, 1892.
- La Chevauchée d'Yeldis et autres poèmes, 1892.
- Pagai, 1894.
- Swanhilde : poème dramatique, 1890-1893, 1894 lire en ligne sur Gallica.
- La Clarté de vie : Chansons à l'ombre ; Au gré de l'heure ; ″In memoriam″ ; En Arcadie, 1897.
- Phocas le jardinier, précédé de Swanhilde, Ancaeus, les Fiançailles d'Euphrosine, 1898.
- La Partenza, 1899.
- La Légende ailée de Wieland le forgeron, 1900.
- Sainte-Agnes, publié sans nom d'auteur et hors commerce, 1900.
- L'Amour sacré, poèmes, 1903, lire en ligne sur Gallica.
- La lumière de Grèce : Pindare ; Sapho ; la Légende ailée de Bellérophon Hippalide, 1912.
- Voix d'Ionie : le Délire de Tantale ; Pasiphaé ; Galatée ; les Noces d'Atalante ; la Sagesse d'Ulysse ; précédées de quelques poèmes, 1914.
- Couronne offerte à la muse romaine, 1922.
- La Rose au flot, légende du Poitou, 1922.
- Le Domaine royal, discours lyriques, 1923.
- Choix de poèmes, 1923, lire en ligne sur Gallica.
- La Sagesse d'Ulysse, 1925, lire en ligne sur Gallica.
- Le Livre des reines, 1929.
- Souvenirs d'enfance et de première jeunesse, 1939, lire en ligne sur Gallica.

Réédition moderne
- Œuvres, 2 t., Genève, Slatkine, 1977.
- L'Amant des heures claires, choix de textes, La Différence (coll. « Orphée »), 1994.

#### Études
- Jean de Cours, Francis Viélé-Griffin : son oeuvre, sa pensée, son art, Paris, Honoré Champion, coll. « Bibliothèque de la Revue de littérature comparée » (no 63), 1930, XXV-242 p..
- Henry de Paysac, Francis Vielé-Griffin, poète symboliste et citoyen américain, Paris, Nizet, 1976, 283 p.

#### Édition de la correspondance
- Reinhard Kuhn (éd.), Correspondance avec Francis Jammes, Genève, Droz, 1966.
- Correspondance Vielé-Griffin - Ghéon, édition critique établie par Catherine Boschian-Campaner Paris : H. Champion, 2004  (ISBN 2-7453-0982-X).
- Félix Fénéon. Lettres à Francis Vielé-Griffin (1890-1913) et documents annexe, présentation et annotation par Henry de Paysac, Tusson, éditions du Lérot, 1990, 176 p.